# D-majeur

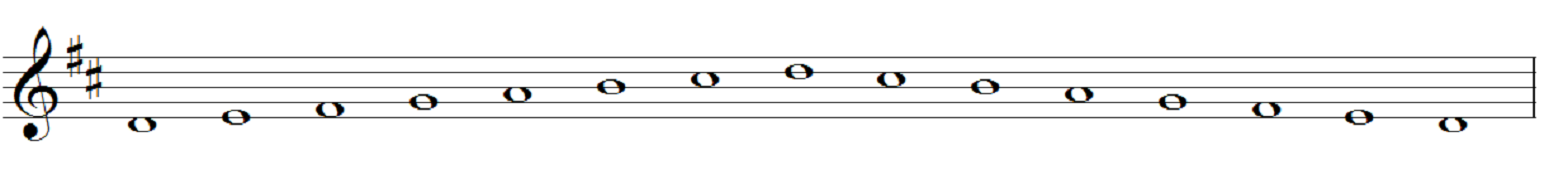
De toonladder D-majeur

D-majeur, D grote terts of D-groot (afkorting: D) is een toonsoort met als grondtoon d.
D-majeur is tevens de naam van het akkoord op de eerste trede van de D-toonladder.

## De toonladder
De voortekening telt bij D-majeur twee kruisen: fis en cis. Het is de parallelle toonaard van b-mineur.
D-majeur is een veelgebruikte toonsoort voor vioolmuziek, omdat deze snaarinstrumenten voor onder andere deze toonsoort gunstig gestemd staan (g-d-a-e). Het is dus niet verwonderlijk dat heel wat vioolconcerto's of strijkkwartetten geschreven staan in deze toonsoort.

## Het akkoord
Het akkoord "D-majeur", d-fis-a, bestaat uit de eerste (prime), de derde (grote terts) en de vijfde (kwint) toon van (de grote drieklank) op de eerste trede van de D-toonladder. Naast deze zg. grondligging (symbool: "DI") zijn allerlei omkeringen en verdubbeling van deze tonen mogelijk. Naast het symbool in de muziektheorie "DI" zijn praktisch gangbare symbolen voor het D-majeurakkoord: "D", "DM" of "Dmaj".

## Bekende werken in D-majeur
- Canon in D - Johann Pachelbel
- Das wohltemperierte Klavier (prelude en fuga nr. 5) - Johann Sebastian Bach
- Drieëntwintig van de 104 symfonieën van Joseph Haydn: 1, 4, 6, 10, 13, 15, 19, 24, 31, 42, 53, 57, 61, 62, 70, 72, 73, 75, 86, 93, 96, 101 en 104
- Vioolconcert op. 61 - Ludwig van Beethoven
- Vioolconcert nr. 2 en nr. 4 (1775) - Wolfgang Amadeus Mozart
- Vioolconcert (1874) - Johannes Brahms
- Vioolconcert (1878) - Pjotr Iljitsj Tsjaikovski
- Vioolconcert (1931) - Igor Stravinsky